# 相對主義
相对主义（relativism）是一種主張沒有絕對，只有相對的理論類型。其共同的主题是：经验、思想、价值，甚至是实在之中的一些主要方面总是相对于其他东西而成立的，但原因却不清楚。例如，正当理由、道德准则或真理的标准有时是相对于语言、文化或生物构成的。尽管相对主义的思想系统往往会导出难以置信的结论，但这些结论中总是有点诱人的东西，因而使很多背景迥异的思想家为之着迷。
相对主义几乎遍及每一个哲学领域。描述性的相对主义的许多版本就涉及到社会科学的一些哲学问题，如对于异族文化或遥远历史时代的理解和解释。其他版本的相对主义涉及到关于精神内容的哲学问题。还有一些版本的相对主义涉及到科学哲学，如概念变化和不可通约性。
相对主义的话题也蔓延到哲学领域之外；例如，道德相对主义的某些版本甚至威胁到我们关于标准和价值的看法，并通过这一点威胁到许多社会和法律制度。有人说真理或理由或多或少也是相对的，如果这种看法正确的话，那就会对客观性，知识和与智力发展等最根本的问题产生巨大影响。
相对主义的争论往往开始于一些无人质疑的地方——如我们都是一些处在文化和历史某个阶段上的生物；或如正当理由不可能永远正当；或如我们不能不用语言来交谈；或如我们不能不用概念来思想，等等——最终却得出一些难以置信，前后矛盾的结论。争论双方对于如何避免从分歧的起点滑向令人不快的终点，却总也达不成共识。